# Bianca Argimón
Pour les articles homonymes, voir Argimon.
Bianca Argimón née en 1988 à Bruxelles est une artiste peintre, dessinatrice et sculptrice franco-espagnole. Site web: biancaargimon.com

## Biographie
Bianca Argimón naît en 1988 à Bruxelles. Elle étudie à Central Saint Martins, à l’École nationale supérieure des arts décoratifs et à l’École nationale supérieure des beaux-arts de Paris, dont elle sort diplômée en 2015.
Bianca Argimón crée des sculptures, dessins et tableaux pour aborder des sujets politiques. Elle mélange bestiaires médiévaux, épopées gréco-latines, mythologie et fables. Ses dessins sont plein de détails et d’allégories où les lectures se superposent.
En 2020, Bianca Argimón est en résidence à la Casa de Velázquez à Madrid.

## Expositions
- Utlog Art Fair, Bourse de Paris, 2009[5].
- Pour les essais sur les effets de la poudre, galerie l’inlassable, 2015.
- Musée de la Filature des Calquières, Langogne, 2017.
- Par anomie, Galerie Mansart, 2019[6].

## Distinctions
- prix Diamond des Beaux-Arts de Paris, 2012.
- prix Alphonse Cellier de l’Académie des beaux-arts, 2013[7].
- prix du dessin contemporain, Cabinet des dessins, 2016.
- prix Lafayette anticipation, 2018[8].